# Crowea
Crowea es un género con tres especies de plantas perteneciente a la familia Rutaceae. Son nativas de Australia. El género fue nombrado en honor de  James Crowe, un botánico inglés. Las Croweas tiene flores rosas en forma de estrellas  con cinco pétalos.

## Especies
- Crowea angustifolia  Sm.
- Crowea exalata  F.Muell.
- Crowea saligna  Andrews